# Les Blondes (série télévisée d'animation)
Pour l’article homonyme, voir Les Blondes.
Les Blondes est une série télévisée d'animation française en 100 épisodes d'une minute trente réalisée par Yann Bonnin, produite par Cyber Group Animation et diffusée en 2007. Elle est adaptée des tomes 1 à 9 des bandes dessinées éponymes de Gaby et Dzack, éditées par Soleil Productions.
Diffusée en France sur les chaînes Jimmy et Comédie+, elle met en scène Vanessa, une secrétaire trentenaire archétype de la « blonde ». L'humour est basé sur les jeux de mots et sur l'absurdité des situations ainsi que la naïveté des protagonistes très premier degré.

## Distribution
- Patricia Elig : Vanessa
- Emmanuel Garijo : Jules / voix additionnelles
- Joëlle Guigui : Chloé
- Delphine Benattar : Ophélie / voix additionnelles
- Alice Cardona
- Anne Gastaut
- Michel Vigné